# 카롤리스 바우자
카롤리스 바우자(리투아니아어: Karolis Bauža, 1987년 4월 24일~)는 리투아니아의 유도 선수로 2012년 하계 올림픽 미들급에 참가했다.

## 생애와 경력
타우라게주의 유르바르카스에서 태어났으며, 2007년 방콕에서 열린 유니버시아드 대회에서 동메달을 획득했다. 2009년에는 트빌리시에서 열린 유럽 선수권 대회에서 동메달을 획득했다. 
이후 영국 런던에서 열린 2012년 하계 올림픽에 리투아니아 국가대표로 출전했으며 9위에 올랐다.